# Diocesi di Paisley
La diocesi di Paisley (in latino Dioecesis Pasletana) è una sede della Chiesa cattolica in Scozia suffraganea dell'arcidiocesi di Glasgow. Nel 2021 contava 87.940 battezzati su 381.480 abitanti. È retta dal vescovo John Keenan.

## Territorio
La diocesi comprende le aree amministrative della Scozia di Renfrewshire, Renfrewshire Orientale e Inverclyde.
Sede vescovile è la città di Paisley, dove si trova la cattedrale di San Mirin.
Il territorio è suddiviso in 33 parrocchie.

## Storia
La diocesi è stata eretta il 25 maggio 1947 con la bolla Maxime interest di papa Pio XII, ricavandone il territorio dall'arcidiocesi di Glasgow.
L'8 novembre 1952 con la bolla Est in antiquo dello stesso papa Pio XII è stato istituito il capitolo della cattedrale.

## Cronotassi dei vescovi
Si omettono i periodi di sede vacante non superiori ai 2 anni o non storicamente accertati.
- James Black † (28 febbraio 1948 - 29 marzo 1968 deceduto)
- Stephen McGill, P.S.S. † (25 luglio 1968 - 8 marzo 1988 ritirato)
- John Aloysius Mone † (8 marzo 1988 - 7 ottobre 2004 ritirato)[1]
- Philip Tartaglia † (13 settembre 2005 - 24 luglio 2012 nominato arcivescovo di Glasgow)
- John Keenan, dall'8 febbraio 2014

## Statistiche
La diocesi nel 2021 su una popolazione di 381.480 persone contava 87.940 battezzati, corrispondenti al 23,1% del totale.
| anno | popolazione | popolazione | popolazione | presbiteri | presbiteri | presbiteri | presbiteri                | diaconi | religiosi | religiosi | parrocchie |
| anno | battezzati  | totale      | %           | numero     | secolari   | regolari   | battezzati per presbitero | diaconi | uomini    | donne     | parrocchie |
| ---- | ----------- | ----------- | ----------- | ---------- | ---------- | ---------- | ------------------------- | ------- | --------- | --------- | ---------- |
| 1950 | 69.371      | 288.600     | 24,0        | 69         | 69         |            | 1.005                     |         | 8         | 96        | 22         |
| 1969 | 80.300      | 356.800     | 22,5        | 105        | 93         | 12         | 764                       |         | 15        | 122       | 28         |
| 1980 | 89.259      | 314.501     | 28,4        | 80         | 70         | 10         | 1.115                     |         | 12        | 126       | 33         |
| 1990 | 84.825      | 314.000     | 27,0        | 78         | 72         | 6          | 1.087                     |         | 7         | 107       | 35         |
| 1999 | 79.429      | 342.000     | 23,2        | 75         | 73         | 2          | 1.059                     |         | 7         | 70        | 36         |
| 2000 | 79.429      | 342.000     | 23,2        | 76         | 73         | 3          | 1.045                     |         | 11        | 63        | 36         |
| 2001 | 79.400      | 342.000     | 23,2        | 72         | 70         | 2          | 1.102                     |         | 8         | 56        | 36         |
| 2002 | 79.400      | 342.000     | 23,2        | 71         | 68         | 3          | 1.118                     |         | 13        | 46        | 36         |
| 2003 | 79.400      | 342.000     | 23,2        | 73         | 70         | 3          | 1.087                     |         | 9         | 38        | 36         |
| 2004 | 79.400      | 342.000     | 23,2        | 74         | 71         | 3          | 1.072                     |         | 11        | 38        | 35         |
| 2013 | 89.300      | 375.700     | 23,8        | 57         | 57         |            | 1.566                     | 7       |           | 36        | 33         |
| 2016 | 88.600      | 372.800     | 23,8        | 44         | 44         |            | 2.013                     | 8       |           | 10        | 33         |
| 2019 | 90.600      | 378.100     | 24,0        | 44         | 44         |            | 2.059                     | 6       | 5         | 30        | 33         |
| 2021 | 87.940      | 381.480     | 23,1        | 40         | 40         |            | 2.198                     | 8       |           |           | 33         |